# Фаюмская культура B
Карун(ий)ская культура, англ. Qarunian, известная также как фа(й)юмская культура B — эпипалеолитическая археологическая культура додинастического Египта.
Существовала в период около 6000—5000 гг. до н. э. Находки, связанные с данной культурой, обнаружены к северу и западу от современного Фаюмского озера в местности Биркет-Карун. Эти находки указывают на сезонный характер стоянок данной культуры.
Каменная индустрия — микролиты. Типичные орудия — ножи, скребки. Некоторые типы каменных изделий, как, например, наконечники стрел, использовались и более поздней фаюмской культуры A, что указывает на связь между этими культурами. Керамика отсутствовала.
Судя по животным останкам, общины карунийской культуры жили в основном рыбной ловлей, что частично дополнялось охотой на диких животных и сбором питательных растений. Известно только одно захоронение данной культуры, где погребена 40-летняя женщина в слегка скорченном положении, лёжа на левом боку, головой на восток.